# Suore dell'istruzione cristiana di Saint-Gildas
Le Suore dell'Istruzione Cristiana di Saint-Gildas (in francese Sœurs de l'Instruction Chrétienne de Saint-Gildas) sono un istituto religioso femminile di diritto diocesano.

## Storia
La congregazione fu fondata a Beignon il 5 maggio 1807 da Gabriel Deshayes con l'aiuto di Michelle Guillaume.
Per lungo tempo il reclutamento delle suore fu limitato alle aree rurali della Francia orientale e il loro apostolato al territorio della diocesi di Vannes; dopo le leggi anticongregazioniste francesi l'istituto si stabilì in Inghilterra e ammise anche religiose inglesi, irlandesi e polacche.
La prima missione estera fu aperta nell'Alto Volta nel 1958.

## Attività e diffusione
Le suore si dedicano all'istruzione della gioventù (in origine specialmente nelle scuole elementari nelle zone rurali, poi anche in istituti tecnici e superiori) e all'assistenza ad anziani e ammalati.
Oltre che in Francia, sono presenti in Burkina Faso, Ghana, Irlanda, Messico, Regno Unito; la sede generalizia è a Saint-Gildas-des-Bois.
Nell'agosto 1978 la congregazione contava 1.031 religiose in 222 case.